# Kehldeckel

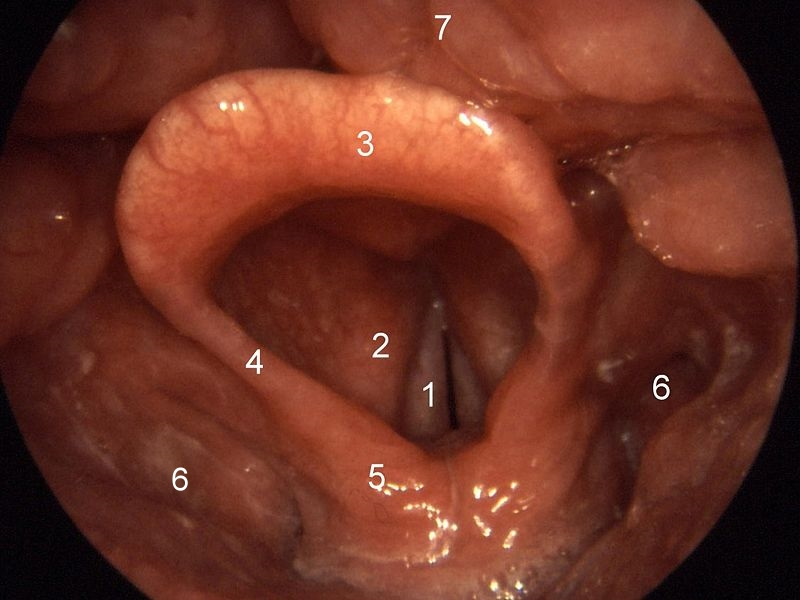

Der Kehldeckel (in der medizinischen Fachsprache auch Epiglottis) ist eine Verschlusseinrichtung am Kehlkopfeingang der Säugetiere. Beim Schluckakt wird der Kehldeckel passiv gegen den Kehlkopfeingang gedrückt und verschließt diesen unvollständig.
Durch den Musculus thyreoepiglotticus wird der Kehldeckel aufgerichtet und durch den Musculus aryepiglotticus gesenkt.
Der Kehldeckel wird vom Kehldeckelknorpel (Cartilago epiglottica) gestützt. Dieser Knorpel ist, im Gegensatz zum übrigen Kehlkopfskelett, aus elastischem Knorpel aufgebaut. Er besteht aus einem Stiel (Petiolus epiglotticus) und einem Körper. Der Stiel ist durch das Ligamentum thyroepiglotticum mit der Prominentia laryngea des Schildknorpels und durch das Ligamentum hyoepiglotticum mit dem Zungenbein verbunden. 
Bei Pferden trägt der Stiel beidseitig einen Keilknorpel (Processus cuneiformis), der die Vorhoffalte (Plica vestibularis) stützt.
Eine Dysplasie kann bei Kurzripp-Polydaktylie-Syndromen, eine Hypoplasie beim Oro-fazio-digitalen Syndrom Typ 8 vorkommen.